# München Ost Rangierbahnhof
München Ost Rangierbahnhof, abgekürzt München Ost Rbf, ist ein Rangierbahnhof in den Stadtbezirken Bogenhausen und Berg am Laim der bayerischen Landeshauptstadt München. Er entstand von 1912 bis 1924 nördlich der Bahnstrecken München–Simbach und München–Rosenheim zur Entlastung des bisherigen Rangierbahnhofs München-Laim und wurde in der Folgezeit mehrfach erweitert. 1991 wurde der Bahnhof durch den neu eröffneten Rangierbahnhof München Nord weitgehend ersetzt und verlor stark an Bedeutung. Weite Teile des Geländes liegen inzwischen brach; nur die ehemalige südliche Ein- und Ausfahrgruppe ist noch als Bahnhofsteil des Personenbahnhofs München Ost in Betrieb.

## Lage
Der Rangierbahnhof München Ost befindet sich im Münchner Osten an der Grenze der Stadtbezirke Bogenhausen und Berg am Laim und östlich des Personenbahnhofs München Ost (München Ost Pbf). Der Bahnhofsbereich begann am S-Bahnhof Leuchtenbergring und erstreckte sich entlang der Bahnstrecke München–Simbach bis etwa zur Autobahnbrücke der A 94. Der Bahnhof wird von der Bahnstrecke München–Rosenheim und den S-Bahn-Gleisen im Süden sowie von der Bahnstrecke München Ost–München Flughafen im Norden begrenzt. Mitten durch das ehemalige Bahnhofsgebiet führt die Bahnstrecke München–Simbach. Im Osten unterquert der Münchner Nordring die ehemaligen Gleisanlagen des Rangierbahnhofs. Ebenfalls zum Bahnhofsgebiet gehörte das südlich der Bahnstrecke München–Rosenheim gelegene Bahnbetriebswerk München Ost. Nördlich des Rangierbahnhofs befindet sich seit 1972 das S-Bahn-Betriebswerk München-Steinhausen.
Auf Höhe der südlichen Ein- und Ausfahrgruppe wird der Bahnhof durch die Truderinger Straße mittels einer Unterführung unterquert. Über dieser Unterführung befindet sich südlich des Rangierbahnhofs an den S-Bahn-Gleisen der S-Bahn-Haltepunkt Berg am Laim. Südlich der Gleisanlagen erstreckt sich östlich der Unterführung entlang der Truderinger Straße die Eisenbahnerwohnsiedlung des Rangierbahnhofs. Unter den Richtungsgleisen verläuft der unterirdisch in einer Rohrleitung geführte Hachinger Bach, der nördlich der Gleisanlagen in den Hüllgraben übergeht.

## Geschichte

### Planung und Bau
Der 1893 eröffnete Rangierbahnhof München-Laim reichte bereits nach wenigen Jahren nicht mehr für den stetig anwachsenden Güterverkehr aus. Die Königlich Bayerische Staatsregierung plante daher ab 1896 einen neuen Rangierbahnhof östlich von München auf dem Gebiet der damaligen Gemeinden Daglfing und Berg am Laim. Dieser sollte auch die bisherigen Güter- und Rangiergleise des Münchener Ostbahnhofs in Haidhausen ersetzen. Aufgrund zu hoher Kosten wurde das Projekt zunächst nicht verwirklicht. Stattdessen erweiterten die Königlich Bayerischen Staatseisenbahnen von 1908 bis 1911 ersatzweise den Rangierbahnhof Laim.
1912 entschied sich der Bayerische Landtag schließlich für die Übernahme der Baukosten für den Rangierbahnhof München Ost. Noch im selben Jahr begannen die Bauarbeiten, die allerdings nach dem Beginn des Ersten Weltkriegs wegen Arbeitermangels eingestellt wurden. 1915 wurde die bisher weiter südlich durch Berg am Laim verlaufende Bahnstrecke München–Rosenheim im Abschnitt zwischen Ostbahnhof und Trudering nach Norden direkt an die Baustelle des Rangierbahnhofs verlegt. 1917 nahmen Baukompanien des Militärs die Bauarbeiten wieder auf und stellten eine Ein- und Ausfahrgruppe mit acht Gleisen fertig, auf denen ein provisorischer Betrieb möglich war. 1921 konnte die Deutsche Reichsbahn den ersten Teil des Bahnhofs in Betrieb nehmen. 1924 wurde der vollständige Rangierbahnhof fertiggestellt. Er bestand aus zwei Ein- und Ausfahrgruppen mit insgesamt 18 Gleisen, einer Richtungsgruppe mit 18 Gleisen, zwei Ablaufbergen mit Abdrückgleisen, einer Stationsgruppe, mehreren Abstellanlagen und einer Wagenreinigungsanlage. Zeitgleich mit dem Rangierbahnhof entstand südlich der Bahnstrecke München–Rosenheim das Bahnbetriebswerk München Ost, das ebenfalls 1924 eröffnet wurde.

### Betrieb und weiterer Ausbau
Am 1. März 1926 eröffnete die Deutsche Reichsbahn drei Verbindungsstrecken zur direkteren Anbindung des Rangierbahnhofs: eine zweigleisige Strecke zum Personenbahnhof München Ost sowie jeweils eine eingleisige Strecke zum Bahnhof Trudering an der Bahnstrecke München–Rosenheim und zum Bahnhof Riem an der Bahnstrecke München–Simbach. Im Oktober 1927 wurde der Rangierbahnhof mit der Elektrifizierung der Verbindungsstrecken zum Ostbahnhof und nach Trudering an das elektrische Netz angeschlossen.
In der Zeit des Nationalsozialismus war eine Neuordnung der Münchener Bahnanlagen geplant. Der Rangierbahnhof München Ost sollte durch einen neuen Hochleistungsrangierbahnhof im Münchener Norden ersetzt werden und an seiner bisherigen Stelle eine neue Abstellanlage für den Personenbahnhof München Ost entstehen. Für den durch die Bauarbeiten stark ansteigenden Güterverkehr wurde der Rangierbahnhof Ost 1939 ausgebaut. Die Deutsche Reichsbahn erweiterte die nördliche Ein- und Ausfahrgruppe um drei und die Richtungsgruppe um sechs Gleise. Bis Mitte 1942 wurden erste Schüttungen für den neuen Abstellbahnhof ausgeführt, bevor die Bauarbeiten wegen der zunehmenden Schäden durch den Zweiten Weltkrieg eingestellt wurden. Am 29. April 1945 wurde der Zugverkehr am Rangierbahnhof wegen der herannahenden amerikanischen Truppen eingestellt. Am 8. Mai 1945 explodierten Teile eines abgestellten Munitionszuges, als dieser von der Bevölkerung geplündert wurde. Bei der Explosion starben elf Menschen und große Teile der Eisenbahnersiedlung an der Truderinger Straße wurden beschädigt. Am 30. Juli 1945 konnte der Rangierbahnhof München Ost wieder in Betrieb genommen werden, zunächst war der Rangierbetrieb aufgrund fehlender Beleuchtung jedoch nur tagsüber möglich. Da der Betrieb durch die Kriegszerstörungen eingeschränkt war, übernahm der Bahnhof München-Ludwigsfeld vorübergehend einen Teil der Zugbildungsaufgaben des Rangierbahnhofs München Ost.
Am 3. Oktober 1948 wurde an der Bahnstrecke München Ost–Ismaning nördlich der nördlichen Ein- und Ausfahrgruppe ein eigener Haltepunkt München Ost Rbf in Betrieb genommen. Bereits zuvor war an dieser Stelle ein Haltepunkt nur für Personal vorhanden gewesen. Im Zuge des Streckenausbaus für die S-Bahn wurde der Haltepunkt am 22. Mai 1971 wieder stillgelegt.
Am 28. Januar 1957 nahm die Deutsche Bundesbahn am Ablaufberg einen Probebetrieb mit funkferngesteuerten Lokomotiven der Baureihe E 91 auf.
Am 7. September 1970 wurde im Zuge der Elektrifizierung der Strecke von München nach Markt Schwaben auf der Verbindungsstrecke vom Rangierbahnhof nach München-Riem der elektrische Betrieb aufgenommen. Am 30. September 1973 eröffnete die Deutsche Bundesbahn eine eingleisige und elektrifizierte Verbindungsstrecke vom Rangierbahnhof zum Bahnhof München-Daglfing am Münchner Nordring. 1978 verlängerte die Bundesbahn die Gleise der südlichen Ein- und Ausfahrgruppe, um längere Güterzüge aufnehmen zu können. Die bisher an dieser Stelle befindliche Stationsgruppe und die Packwagenharfe wurden dafür aufgelassen.
Im Wagenladungsverkehr wurden im Rangierbahnhof München Ost zuletzt vor allem Züge für Fernverkehrsverbindungen zusammengestellt. Im Nahverkehr wurden nur wenige Relationen im östlichen Stadtbereich bedient. 1990 kamen jeden Tag 79 Züge im Rangierbahnhof an und 64 Züge gingen wieder ab, es wurden täglich etwa 2600 Güterwagen behandelt.

### Ende des Rangierbetriebs
1987 begannen die Bauarbeiten für den neuen Rangierbahnhof München Nord, der die veralteten Rangierbahnhöfe München Ost und München-Laim ersetzen sollte. Der Rangierbahnhof München Ost wurde noch von mechanischen Stellwerken gesteuert und die Gleislängen von 300 bis 600 Metern waren nicht mehr ausreichend. Eine Modernisierung des Bahnhofs sah die Deutsche Bundesbahn als nicht mehr wirtschaftlich an, eine Erweiterung der Anlagen war nicht möglich. Zur Steigerung der Kapazitäten für den Güterverkehr wurde der Neubau daher dringend benötigt.
Nach der Eröffnung des Rbf München Nord im Herbst 1991 verlagerte die Bundesbahn ab Mai 1992 schrittweise den Verkehr von München Ost zum neuen Rangierbahnhof. Die Richtungsgleise, die nördliche Ein- und Ausfahrgruppe, der Ablaufberg sowie die Gleise der Wagenreinigungsanlge wurden nicht mehr benötigt und in der Folge stillgelegt. Auch das Bahnbetriebswerk München Ost wurde 1992 stillgelegt und durch das Bw München Nord ersetzt. Nur die südliche Ein- und Ausfahrgruppe mit 15 Gleisen blieb in Betrieb. 2004 wurde die Bahnstrecke München–Simbach im Bereich des Rangierbahnhofs nach Norden auf das brachliegende Gelände der stillgelegten Gleisanlagen verlegt. Die Strecke verläuft seitdem nördlich der noch in Betrieb stehenden Ein- und Ausfahrgruppe im südlichen Teil der ehemaligen Richtungsgleise und unterquert die Bahnstrecke München–Rosenheim gemeinsam mit der Verbindungsstrecke vom Rangierbahnhof zum Personenbahnhof München Ost. Abgesehen von den für die Streckenverlegung entfernten Gleisen sind die stillgelegten Gleisanlagen und Gebäude des Rangierbahnhofs noch weitgehend erhalten und verfallen zunehmend.
Die noch vorhandene südliche Ein- und Ausfahrgruppe wird von Güterzügen nach Italien und Österreich über die Bahnstrecke München–Rosenheim sowie ins Bayerische Chemiedreieck über die Bahnstrecke München–Mühldorf genutzt. Bei den Zügen in Richtung Mühldorf wird dabei im Rangierbahnhof München Ost der Lokwechsel von Elektro- auf Dieseltraktion und bei den Zügen in Richtung Rosenheim der Wechsel von Einsystem- auf Mehrsystemlokomotiven durchgeführt. Es werden jedoch keine Zugbildungsaufgaben mehr ausgeführt.
Am 30. Dezember 2011 erging der Planfeststellungsbeschluss zur Erweiterung des S-Bahn-Betriebswerks München-Steinhausen auf dem Gelände des Rangierbahnhofs. Dafür soll die Bahnstrecke München Ost–München Flughafen um etwa 25 Meter nach Süden auf die stillgelegten Gleisanlagen verlegt werden und nördlich davon eine neue sechsgleisige Halle für S-Bahn-Züge entstehen. Am 12. Juli 2017 begannen mit dem ersten Spatenstich die Bauarbeiten zur Errichtung der Abstellanlage. Zur Baufeldfreimachung wurden im Sommer 2017 die brachliegenden Gleise der nördlichen Ein- und Ausfahrgruppe abgebaut und das ehemalige Stellwerk 7 abgebrochen.

## Aufbau

### Gleisanlagen
Der Rangierbahnhof München Ost erstreckte sich bis 1992 auf einer Länge von 3,25 Kilometern mit einer maximalen Breite von 500 Metern. 1990 betrug die gesamte Gleislänge des Rangierbahnhofs 53 Kilometer und der Bahnhof hatte 253 Weichen.

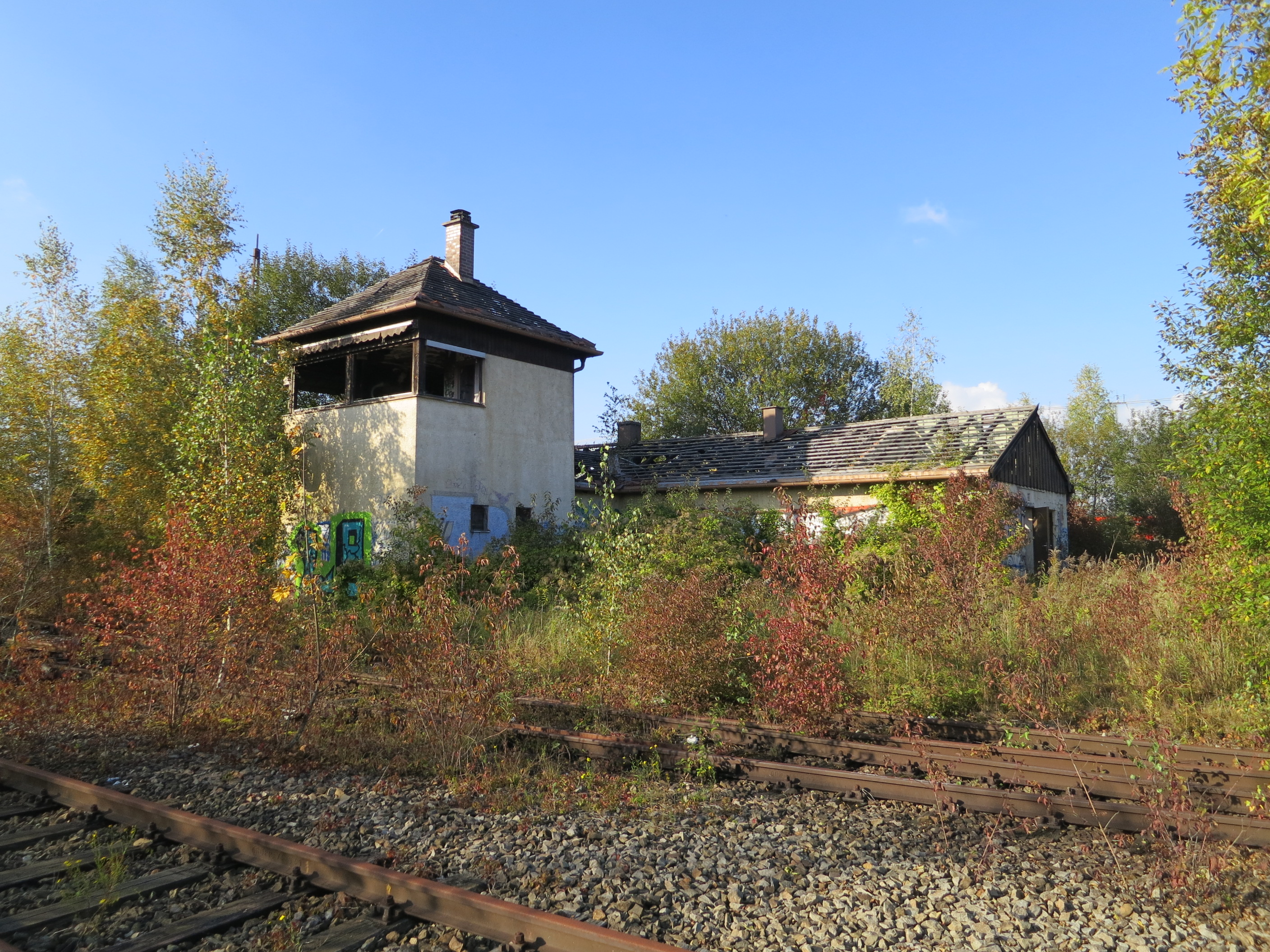
Ehemalige Rangierobermeisterei Ost

Im westlichen Bereich des Bahnhofs zweigten die Gleise des Bahnbetriebswerks München Ost von der aus Richtung München Ost Personenbahnhof kommenden, zweigleisigen Verbindungsstrecke ab. Im weiteren Verlauf unterquert die Verbindungsstrecke die zweigleisigen Bahnstrecken München–Rosenheim und München–Simbach und führt nördlich der Strecken zur südlichen Ein- und Ausfahrgruppe des Rangierbahnhofs, die über 15 Gleise verfügt. An ihrem östlichen Ende begannen zwei eingleisige Verbindungsstrecken zu den Bahnhöfen München-Riem und München-Trudering. Bis 1978 befand sich nordwestlich der Ein- und Ausfahrgruppe noch eine Stationsgruppe mit neun Gleisen, südwestlich war eine Packwagenharfe mit vier kurzen Gleisen vorhanden. Nördlich und südlich der Stationsgruppe verliefen Umfahrgleise, die eine direkte Anbindung der Verbindungsstrecke an die Richtungsgruppe und die nördliche Ein- und Ausfahrgruppe ermöglichten. Nordöstlich der südlichen Ein- und Ausfahrgruppe lag im Anschluss an die Stationsgruppe die Richtungsharfe mit insgesamt 24 Gleisen. Östlich der Richtungsgleise waren zwei Ablaufberge mit unterschiedlichen Höhen für Sommer und Winter vorhanden, die jedoch nicht gleichzeitig betrieben werden konnten. Der Sommerberg war 3,59 Meter hoch und wies eine Neigung von 36,4 ‰ auf, während der Winterberg mit einer Höhe von 4,4 Metern eine Neigung von 60,3 ‰ hatte. Im Ablaufbetrieb wurden die Wagen durch drei Hemmschuhauswurfbremsen der Bauart Büssing abgebremst. An die Ablaufberge schlossen sich östlich sechs Abdrückgleise an, die auf einem Brückenbauwerk den Münchner Nordring überquerten.
Nördlich der Richtungsgleise war die kleinere nördliche Ein- und Ausfahrgruppe mit sechs Gleisen vorhanden. Diese war im Osten und Westen an die weiter nördlich verlaufende Bahnstrecke München Ost–Ismaning angeschlossen. Südöstlich der nördlichen Ein- und Ausfahrgruppe lagen zwei weitere Packwagengleise. Die nördliche und die südliche Ein- und Ausfahrgruppe waren jeweils über ein Verbindungsgleis an die Abdrückgleise angebunden. Südöstlich der Richtungsharfe befand sich das Gelände der Wagenreinigungsanlage mit einer zweigleisigen Reinigungshalle. Nördlich der Halle lagen sechs Wagengleise, südlich fünf weitere Stumpfgleise. Die Gleise der Wagenreinigungsanlage war im Westen an die südliche Ein- und Ausfahrgruppe, im Osten an die Abdrückgleise angeschlossen. Im Bereich der Wagenreinigung wurden alle Weichen handbetrieben vor Ort gestellt.
Es wirkte sich nachteilig auf die Leistungsfähigkeit aus, dass die Hauptgruppen des Rangierbahnhofs weitgehend nebeneinander lagen. Die Wagen der aufzulösenden Züge mussten zunächst von den Ein- und Ausfahrgleisen auf die Abdrückgleise befördert werden, um dann über den Ablaufberg auf die Richtungsgleise verteilt werden zu können. Von den Richtungsgleisen konnten die neu zusammengestellten Züge nur mittels Sägefahrt über Ausziehgleise wieder in die Ein- und Ausfahrgruppen gelangen. Im Unterschied zum Rangierbahnhof Laim waren keine Nachordnungsgruppen vorhanden. Zudem geschah der Ablaufbetrieb in Ost-West-Richtung und somit entgegen der Hauptwindrichtung, wodurch die Ablaufleistung zeitweise verringert wurde.
Das dreigeschossige Betriebshauptgebäude des Rangierbahnhofs befindet sich südlich des Ostkopfs der südlichen Ein- und Ausfahrgruppe. Es ist über eine Personenunterführung unter der Bahnstrecke München–Rosenheim mit der Eisenbahnerwohnsiedlung an der Truderinger Straße verbunden.

### Stellwerke und Signalanlagen
Die Weichen und Signale des Rangierbahnhof werden seit seiner Eröffnung 1924 von mechanischen Stellwerken der Bauarten Jüdel und Einheit gestellt. 1957 wurde das mechanische Stellwerk 11 nördlich der Richtungsgleise durch ein elektromechanisches Stellwerk von Siemens & Halske ersetzt. Mit dem Rückbau der Stationsharfe wurden 1978 die nicht mehr benötigten Stellwerke 2 und 4 abgebrochen. 1991 waren noch neun Stellwerke im Rangierbahnhof in Betrieb, Stellwerk 1 war dabei für die Steuerung des Bw München Ost zuständig. Im Zuge der Stilllegung großer Bahnhofsteile wurden nach 1991 sieben Stellwerke außer Betrieb genommen. Die Gebäude der stillgelegten Stellwerke sind, bis auf das 2017 abgebrochene Stellwerk 7, weiterhin vorhanden und verfallen zunehmend. Zur Steuerung der südlichen Ein- und Ausfahrgruppe sind die mechanischen Stellwerke 3 und 6 weiterhin in Betrieb.
Die Gleise der noch betriebenen Ein- und Ausfahrgruppe verfügen größtenteils über eigene Formausfahrsignale. In den anderen Gleisgruppen waren die einzelnen Gleise lediglich mit Sperrsignalen ausgestattet, an der nördlichen Ein- und Ausfahrgruppe waren nur an den Verbindungsgleisen mit der Bahnstrecke München–Ismaning Gruppenausfahrsignale vorhanden.
| Stellwerk | Inbetriebnahme | Stilllegung | Bauart                                           | Stellbereich                     |
| --------- | -------------- | ----------- | ------------------------------------------------ | -------------------------------- |
| 1         | 1924           | 1992        | mechanisch, Bauart Jüdel                         | Bw München Ost                   |
| 2         | 1924           | 1978        | mechanisch, Bauart Jüdel                         | Stationsgruppe                   |
| 3         | August 1924    | –           | mechanisch, Bauart Jüdel                         | südliche Ein- und Ausfahrgruppe  |
| 4         | 1924           | 1978        | mechanisch, Bauart Jüdel                         | Stationsgruppe                   |
| 5         | 1941           | nach 1991   | mechanisch, Bauart Jüdel                         | Richtungsgruppe                  |
| 6         | 1948           | –           | mechanisch, Einheitsbauart                       | südliche Ein- und Ausfahrgruppe  |
| 7         | 1924           | nach 1991   | mechanisch, Einheitsbauart                       | nördliche Ein- und Ausfahrgruppe |
| 8         | 1924           | nach 1991   | mechanisch, Bauart Jüdel                         | Richtungsgruppe                  |
| 9         | 1924           | nach 1991   | mechanisch, Bauart Jüdel                         | Richtungsgruppe                  |
| 10        | 1924           | nach 1991   | mechanisch, Bauart Jüdel                         | Ablaufberg und Abdrückgleise     |
| 11        | 1957           | nach 1991   | elektromechanisch, Siemens & Halske, Bauart 1912 | Richtungsgruppe                  |